# Слащов, Дмитрий Александрович
Дмитрий Александрович Слащов (1924 — 8 апреля 1945) — лейтенант Рабоче-крестьянской Красной Армии, участник Великой Отечественной войны, Герой Советского Союза (1945).

## Биография

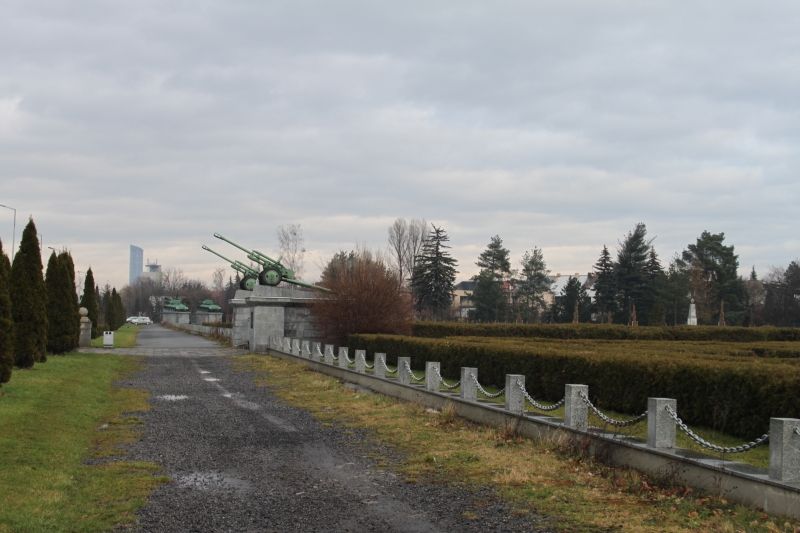
кладбище советских офицеров во Вроцлаве (Бреслау)

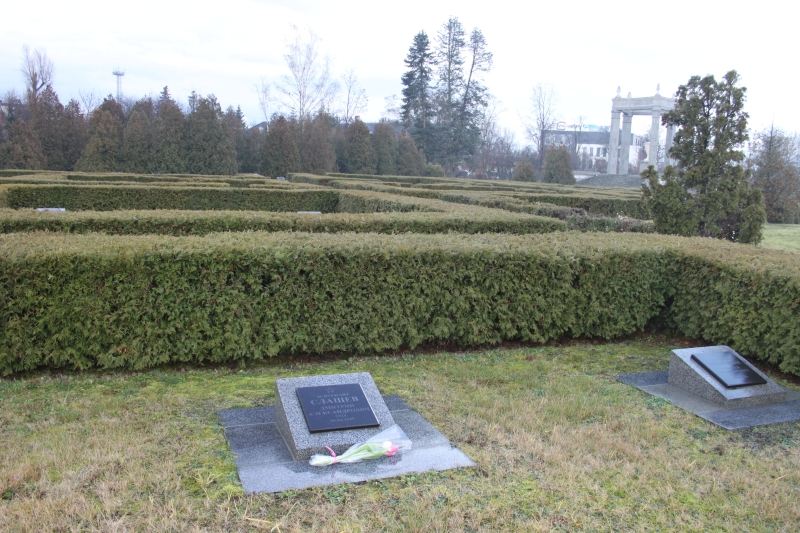
могила Д.А. Слащева на кладбище советских офицеров во Вроцлаве (Бреслау)

Дмитрий Слащов родился в ноябре 1924 года в селе Ново-Михайловка (ныне — Кувандыкский район Оренбургской области). После окончания семи классов школы работал в колхозе. В 1942 году Слащов был призван на службу в Рабоче-крестьянскую Красную Армию. В 1943 году он окончил курсы младших лейтенантов. С февраля того же года — на фронтах Великой Отечественной войны.
К январю 1945 года лейтенант Дмитрий Слащов командовал пулемётным взводом 416-го стрелкового полка 112-й стрелковой дивизии 13-й армии 1-го Украинского фронта. Отличился во время освобождения Польши. В январе 1945 года в боях у населённого пункта Завидче Слащов в одиночку целые сутки удерживал важную высоту, нанеся противнику огнём своего пулемёта большие потери. 26 января 1945 года взвод Слащова переправился через Одер к югу от Сцинавы и принял активное участие в боях за захват и удержание плацдарма на его западном берегу, отразив шесть немецких контратак. В последующих боях получил ранения, от которых скончался 8 апреля 1945 года.
Указом Президиума Верховного Совета СССР от 10 апреля 1945 года лейтенант Дмитрий Слащов посмертно был удостоен высокого звания Героя Советского Союза. Также был награждён орденом Ленина и двумя орденами Отечественной войны 1-й степени.
Похоронен на кладбище советских офицеров во Вроцлаве (Польша).